# فيصل الخديدي
فيصل بن خالد الخديدي العتيبي فنان تشكيلي سعودي ولد في 1392هـ 1973، ظهرت علاقته بالفن في مرحلة ما قبل البدايات إن جاز التعبير من خلال المعارض المدرسية بالمرحلة الابتدائية وتخصيص ركن لأعماله بها بشكل دائم، مروراً بالمرحلة الثانوية والتي شارك فيها بشكل فاعل بل أشر ف على المعارض التشكيلية وتنسيقها لأكثر من عام وذلك بحكم دراسته بالنظام المطور في المرحلة الثانوية ووجود مادة التربية الفنية في أكثر من مقرر، وكان هذا التعلق المبكر بالفنون التشكيلية هو القائد له في تعديل مسار تخصصي بمرحلة البكالوريوس من تخصص العلوم ( والذي قضى فيه قرابة العام ) إلى التربية الفنية.

## أعماله

### ثمة مايستحق
معرضه الشخصي الأول تحت مسمى «ثمة مايستحق» قدم المعرض ثلاث محاور حرص على ظهورها من خلال توزيع الثلاجات الثلاث في بداية المعرض ومنتصفه وفي نهايته وبالتالي أعطت دلالات بثلاثية في فكرة المعرض العامة والتي قامت على التجميد أو الأثلجة وتوزعت على أساسها مدلولات الأعمال بشكل عام. عُرض في أتيلية جده في عرضه الأول وعرض بقصر شبرا بالطائف في عرضه الثاني وعرض في طرابلس وبيروت بلبنان.

### تحية لسيد البيد
في أثناء عرض أعمال ثمة ما يستحق بأتيليه جده زار الشاعر المعرض محمد الثبيتي الذي شده ما قرأ بالصحف عن المعرض فزاره وألتقى بالفنان الخديدي لأول مره وفي أثناء الحديث طرحت العلاقة بين المنجز البصري والشعري فجاءت فكرة معرض تشكيلي مبني على قصائد الشاعر محمد الثبيتي وكان الموعد بين الشعر واللون في معرض حضره الفنان وغاب عنه الشاعر الذي غيبه الموت وبقيت قصائده معلقة على سواد جدران المعرض الذي افتتح بأتيليه جده عام 2011، وسط حضور لمحبي الثبيتي.

### ترياق
جاء ترياق معرضاً ثنائياَ يجمع بينه وبين النحات محمد الثقفي، إذ تقاطعت فيه الخامة والحرف واختلف الطرح وأبعاد الأعمال بين ثلاثية وثنائية، وفي هذا المعرض ومن خلال أعمال الخديدي أكتملت رؤيته ونضجت التجربة وأصبحت هويته واضحة ومعروفة وأختزل كثير من تجربته في أعمال مزجت بين المفهوم والتجريد والرؤية الجمالية.